# 七汲镇
七汲镇，是中华人民共和国河北省石家庄市无极县下辖的一个乡镇级行政单位。

## 行政区划
七汲镇下辖以下地区：
西七汲村、东七汲村、甄家庄村、杨村、西流村、东流村、西小镇村、东小镇村、东汉村、西汉村、西庄村、泗水村、崔村、王先村、王村、小吕村、大汉村、大汉营村、蔡庄村和小汉村。